# K-3 (潜水艦)
|          |                                                                       |
| 艦歴     |                                                                       |
| 発注     |                                                                       |
| 起工     | 1912年1月15日                                                         |
| 進水     | 1914年3月14日                                                         |
| 就役     | 1914年10月30日                                                        |
| 退役     | 1923年2月20日                                                         |
| その後   | 1931年6月3日にスクラップとして売却                                    |
| 除籍     |                                                                       |
| 性能諸元 |                                                                       |
| 排水量   | 水上：392トン、水中：521トン                                          |
| 全長     | 153 ft 7 in (46.81 m)                                                 |
| 全幅     | 16 ft 8 in (5.08 m)                                                   |
| 吃水     | 13 ft 1 in (3.99 m)                                                   |
| 機関     | ディーゼル・エレクトリック                                            |
| 最大速   | 水上：14ノット (26 km/h; 16 mph) 水中：10.5ノット (19.4km/h; 12.1mph) |
| 乗員     | 士官、兵員28名                                                        |
| 兵装     | 18インチ魚雷発射管4門                                                 |

K-3 (USS K-3, SS-34) は、アメリカ海軍の潜水艦。K級潜水艦の3番艦。当初の艦名はオルカ (USS Orca) であった。

## 艦歴
オルカは1911年11月17日に K-3 に改名された。1912年1月15日にカリフォルニア州サンフランシスコのユニオン鉄工所で起工する。1914年3月14日にクラレンス・メグス・オディー夫人によって進水し、1914年10月30日に艦長F・T・チュー大尉の指揮下就役する。
就役後1914年12月に第11太平洋水雷小艦隊第3潜水艦隊に合流し、カリフォルニア州沿岸で対潜水艦戦術の開発および艦隊での潜水艇使用の調整を行った。1915年10月14日にハワイ海域に到着、同様の任務に従事し水中戦の重要性を認識させることに貢献した。
アメリカ合衆国が第一次世界大戦へ参戦し、経験豊富な潜水艦乗組員の必要性が高まることとなった。K-3 はフロリダ州キーウェストに派遣され、1918年1月8日に到着する。大戦の残りを K-3 はフロリダ沿岸の哨戒に費やし、兵員の水中戦の技術を訓練した。戦後も東海岸沿いの作戦活動に従事し、聴音装置、バッテリーおよび魚雷などの新型機材の試験を行った。
1922年11月7日、K-3 はバージニア州ハンプトン・ローズに到着し、そこで1923年2月20日に退役した。その後1931年6月3日にスクラップとして廃棄された。